# Frère Héribaud-Joseph
Jean Baptiste Caumel, en religion frère Héribaud-Joseph, né le 3 avril 1841 à Boisset dans le département du Cantal et décédé à Clermont-Ferrand dans le département du Puy-de-Dôme le 22 décembre 1917, est un religieux enseignant et botaniste français.

## Biographie
Devenu frère des écoles chrétiennes en 1859, il devient professeur à Saint-Saturnin puis à Clermont-Ferrand au pensionnat Godefroy de Bouillon de 1863 à 1904. Il a mené des études sur les plantes d’Auvergne. Il a collecté en France (en Auvergne) mais a surtout réalisé un herbier avec des spécimens reçus de nombreux autres collecteurs, de France mais aussi de Colombie et du Mexique, récoltés par des frères des écoles chrétiennes en poste dans ces pays.
Il fut lauréat et membre de plusieurs instituts : 
- Lauréat de l’Institut de France (Académie des Sciences),
- Membre de la Société botanique de France,
- Membre de l’Académie Internationale de Géographie Botanique, dont il assura la fonction de directeur en 1898,
- Membre de l’Académie de Clermont-Ferrand,
- Membre de la société pour l’étude de la flore française.

Son herbier est conservé au British Museum.

## Ouvrages et publications
Grand spécialiste de la botanique, il a produit de nombreux ouvrages particulièrement détaillés: 
- Liste de quelques plantes rares ou intéressantes observées dans le département du Cantal, Bulletin de la Société Botanique de France, 1879.
- en collaboration avec le Frère Barthélémy Gustave Flore d’Auvergne, 1883[3] (et les autres rééditions), présenté à l’Exposition universelle de Paris en 1900.
- Notice sur quelques menthes observées dans le département du Cantal, Bulletin de la Société Botanique de France, 1881.
- Découverte de Woodsia hyperborea, Bulletin de la Société Botanique de France, 1887.
- Découverte de Carex curvula et Fritillaria meleagris, Bulletin de la Société Botanique de France, 1888.
- Les plantes parasites de la flore d’Auvergne, Bulletin de la Société Horticole et Viticole du Puy de Dôme, 1889.
- Récolte de Eragrostis poeides, Revue Scientifique du Bourbonnais, 1889.
- Analyse descriptive des Rubus du plateau central de la France, Revue Scientifique du Bourbonnais, 1891.
- Les diatomées d’Auvergne, Pensionnat des frères des écoles chrétiennes & Paul Klincksieck, Clermont-Ferrand & Paris, 1893.
- Histoire naturelle : Flore, Revue d'Auvergne, 1896.
- Les grimmia de la flore d’Auvergne, Le Mans, Edm. Monnoyer, 1898.
- Les muscinées d’Auvergne, Pensionnat des frères des écoles chrétiennes & Paul Klincksieck & L. Bellet, Clermont-Ferrand & Paris, 1899.
- Disposition méthodique des diatomées d'Auvergne, Pensionnat des frères des écoles chrétiennes & Paul Klincksieck, Clermont-Ferrand & Paris, 1903.
- Les diatomées des travertins d'Auvergne, Imprimerie médicale & scientifique, Bruxelles, 1920.